# Museu Arqueològic de Gandia
El Museu Arqueològic de Gandia és un centre ubicat a Gandia on es mostra el patrimoni arqueològic de la comarca de la Safor i, especialment, els materials de la cova del Parpalló.
L'any 1972, amb la col·laboració de la Diputació de València, s'inaugurà oficialment el museu, conegut ara per l'acrònim Maga, i està situat a l'antic edifici de l'hospital de Sant Marc, a l'extrem sud-est del recinte emmurallat medieval de la ciutat, a la ribera esquerra del riu d'Alcoi. El museu fou tancat al públic en el període 1987-2003. En aquest període, s'hi han dut a terme treballs d'investigació, documentació i restauració dels fons del museu.
Actualment, conté una exposició permanent sobre la prehistòria comarcal, des dels primers habitants del Paleolític fins a l'edat de ferro. Alberga peces d'alguns dels principals jaciments arqueològics d'Europa, com ara la cova del Bolomor, la cova del Parpalló o la cova de les Meravelles.